# ناحیه مداوروش
ناحیه مداوروش (به عربی: دائرة مداوروش) یک ناحیه در الجزایر است که در استان سوق اهراس واقع شده‌است. ناحیه مداوروش ۳۵٬۶۸۷ نفر جمعیت دارد.